# Meyers Nunatak
Meyers Nunatak är en nunatak i Antarktis. Den ligger i Västantarktis. Inget land gör anspråk på området. Toppen på Meyers Nunatak är 453 meter över havet.
Terrängen runt Meyers Nunatak är lite kuperad. Trakten är obefolkad. Det finns inga samhällen i närheten.